# 私たちがプロポーズされないのには、101の理由があってだな
『私たちがプロポーズされないのには、101の理由があってだな』（わたしたちがプロポーズされないのにはひゃくいちのりゆうがあってだな）は 、ジェーン・スーによる日本のエッセイ作品。略称「わたプロ」。
2014年にこの本を原作とするテレビドラマが製作された。

## 書誌情報
- 2013年10月11日発行、ポプラ社、ISBN 978-4-591-13620-1
- 台湾でも翻訳本が発売されている。現地でのタイトルは『我們無法被求婚的101個理由』。

## 読書会
この本を持参し、多人数で集まる「読書会」が開かれている。
- 2013年11月13日 世田谷区北沢第2マツヤビル
- 2013年12月26日 世田谷区北沢第2マツヤビル
- 2013年11月29日 大阪市・梅田
- 2014年2月15日 世田谷区北沢第2マツヤビル
- 2014年4月16日 世田谷区北沢第2マツヤビル
- 2014年7月21日 広島県福山市まなびの館ローズコム

## テレビドラマ
シーズン1はLaLa TV 開局15周年記念特別ドラマとして、2014年11月4日より、全101エピソード中、48エピソードが放送された。放送時間は水曜日0時（火曜深夜24時）。基本的に、1話が3つのエピソードで構成され、第4、7、12話のみ、ドラマではなく、座談会形式＆ヨーロッパ企画のアニメで構成された。また第8話は、女優の鈴木砂羽が初監督を務めた作品である。2015年7月2日からDlifeで放送が毎週2話連続で開始された。
シーズン2は、2015年9月2日より、放送。放送時間は水曜日23時。

### キャスト

#### シーズン1（キャスト）
第1話
- ヨーコ - 市川実和子
- みず江 - 池田鉄洋 ※ 第16話
- 翔 - 山本裕典　※ 第16話
- アユミ - 谷村美月　※ 第16話

第2話
- 千香 - 平山あや
- 貴大 - 駿河太郎
- 颯太 - 阿部力
- 楓子 - 小島聖

第3話
- まどか - 酒井若菜
- 博満 - 佐藤二朗

第4・7・12話
- トークバラエティ「未婚女子座談会」
  - 大島麻衣、さとう珠緒、ジェーン・スー、白鳥久美子（たんぽぽ）、橋本マナミ

- アニメ「キョートカクテル」版
  - 声の出演：高阪勝之、福井菜月、稲森明日香、酒井善史、石田剛太、諏訪雅

第5話
- 朱里 - 相武紗季
- ゆきちゃん - 松本まりか
- 柳喬之、瀧内公美、関口アナム、佐久間麻由

第6話
- 真弓 - 渡辺真起子
- マユミ - 大野いと
- 平木 - 大西信満
- 涌井とも子、松澤傑、徳永邦治

第8話
- 幸子 - 川村エミコ
- 幸平 - 佐藤貴史
- 高橋夏美 - 足立梨花
- 高橋義彦 - 中村靖日

第9話
- まち子 - 鈴木砂羽
- 京平 - 水橋研二
- 尾花 - 橋本じゅん

第10話
- みえ、まりか、加奈子 - 大和田美帆　※ 第13話に声のみ出演
- 洋一郎、佑司 - 川久保拓司
- ナレーション - 村岡希美

第11話
- 楓子 - 小島聖
- 颯太 - 阿部力

第13話
- 彩佳 - 佐藤めぐみ
- 典子 - 田中美保
- 夏江 - 佐藤仁美

第14話
- 真希、ともえ、奈央 - 木南晴夏
- 明、広太 - 戸塚純貴
- ナレーション - 村岡希美

第15話
- 麗子 - 井上和香
- 直人 - 川村陽介

第16話
- アユミ - 谷村美月
- 翔 - 山本裕典
- みず江 - 池田鉄洋

#### シーズン2（キャスト）
第1話
- 美園 - 菜々緒
- 慶 - 白石隼也
- クロ - 荒木宏文

第2話
- 希実 - 小池栄子
- 浩介 - 濱田岳
- レフリー/セコンド - マギー

第3話
- 由梨 - 夏菜
- 高木 - 桐山漣
- えりか - 小林涼子

第4話
- 悟 - 城田優
- 久美 - 芦名星
- 京子 - 大島麻衣
- ユミ - 瀬戸さおり
- 寺田真二郎 - 寺田真二郎

第5・7話
- トークバラエティ「男子座談会」
  - 座談会：栗原類、コカドケンタロウ（ロッチ）、小宮浩信（三四郎）、柴田英嗣（アンタッチャブル）、島田秀平、中村昌也
  - スペシャルコント：いけだてつや、平野ノラ

- アニメ「キョートカクテル」版
  - 声の出演：高阪勝之、福井菜月、石田剛太、諏訪雅、土佐和成、西村直子、角田行平、稲森明日香

第6話
- 音尾一人 - 中村倫也
- 美織 - 佐津川愛美
- 美弥 - 関めぐみ
- 萩原 - 中野裕太

第8話
- 洋介 - 渡部豪太
- 桜 - 黒川智花
- 緑 - 遠藤三貴
- 大森 - 山口賢人

第9話
- 川藤まどか - 酒井若菜
- 神田博満 - 佐藤二朗

第10話
- 真知子 - 佐々木希
- 智恵 - 宮崎美子
- 由佳 - 小林きな子
- ミナ - 水上京香

第11話
- 道子 - 芦名星
- しおり - 中村優子
- 忠志 - 石井真也
- 敦雄 - 本田博太郎

第12話
- 大西良子 - 佐藤仁美
- 冨樫雅彦 - 佐藤祐基
- 友香 - 芹那
- 矢内 - 川村陽介

第13話
- 関口縁 - 臼田あさ美
- 名倉良太 - 鈴木勝大
- 江上 - 野間口徹
- 車椅子の老婆 - 内田春菊

第14話
- リカ - 浅見れいな
- 友美 - 黒川芽以
- 英人 - 加治将樹
- 雅人 - 石垣佑磨
- 野村 - 内田朝陽

第15話
- 香澄 - 釈由美子
- 重樹 - 長谷川朝晴
- たけ子 - 上地春奈

第16話
- 千夏 - 貫地谷しほり
- 俊郎 - 柄本佑
- 勇二 - 山崎裕太
- 美穂 - 松尾薫

第17話
- みず江 - 池田鉄洋
- 岡田彩菜 - 足立梨花
- 近藤勇一 - 蕨野友也

第18話（最終話）
- みず江 - 池田鉄洋
- 新井友香
- 狗飼恭子
- 樋口七海

### 放送日程
| 各話      | 初放送日       | エピソードNo. | エピソード                                                                                         | 脚本           | 監督              |            |
| シーズン1 | シーズン1      | シーズン1     | シーズン1                                                                                          | シーズン1      | シーズン1         |            |
| --------- | -------------- | ------------- | -------------------------------------------------------------------------------------------------- | -------------- | ----------------- | ---------- |
| #1        | 2014年 11月4日 | 001           | 独身の楽しさが半減するぐらいなら、結婚しない方がマシと思っている。                                 | 渡辺千穂       | 本橋圭太          |            |
| #1        | 2014年 11月4日 | 002           | 泥酔した彼の甘い言葉を、すべて信じている。                                                         | 渡辺千穂       | 本橋圭太          |            |
| #1        | 2014年 11月4日 | 003           | 鉄を熱いうちに打たなかった。むしろ冷や水をぶっかけた。                                             | 渡辺千穂       | 本橋圭太          |            |
| #2        | 11月11日       | 004           | すべて、彼の好みに合わせている。                                                                   | 永田優子       | 本橋圭太          |            |
| #2        | 11月11日       | 005           | 彼と連絡が取れないとき、連続で3通以上メールを入れたり、留守電を残しまくったりしたことがある。      | 永田優子       | 本橋圭太          |            |
| #2        | 11月11日       | 006           | 『こないだ○○って言ってたのに なんで？』など、彼の言質を取りたがる。                                | 永田優子       | 本橋圭太          |            |
| #3        | 11月18日       | 007           | 彼のあと、トイレの便座が下がっていないことでキレたことがある。                                     | 佐藤二朗       | 石井聡一          |            |
| #3        | 11月18日       | 008           | どうでもいいことでも、勝つまで口論してしまう。                                                     | 佐藤二朗       | 石井聡一          |            |
| #3        | 11月18日       | 009           | どこからどう見ても、私にかわいげがない。                                                           | 佐藤二朗       | 石井聡一          |            |
| #4        | 11月25日       | 010           | 付き合い始めてからかなり太ったうえに、彼の家ではだいたいジャージ姿だ。                             | （座談会）     | （座談会）        |            |
| #4        | 11月25日       | 011           | 誕生日やクリスマスに、彼の好みを変えようとするプレゼントを贈ったことがある。                       | 石田剛太       | 石田剛太          |            |
| #4        | 11月25日       | 012           | ゼクシィの存在に、すべてのメッセージを託した。                                                     | （座談会）     | （座談会）        |            |
| #5        | 12月2日        | 013           | 彼の好みを、ひとつも受け容れていない。                                                             | 竹内佑         | 御法川修          |            |
| #5        | 12月2日        | 014           | 彼とテレビを見ていて、目に入った女優やモデルは、ひととおり罵倒しないと気が済まない。               | 竹内佑         | 御法川修          |            |
| #5        | 12月2日        | 015           | 結婚はしたいけれど、はっきり言って、男が苦手。                                                     | 竹内佑         | 御法川修          |            |
| #6        | 12月09日       | 016           | ミネラルウォーター以外の水を飲まない。                                                             | 狗飼恭子       | 村本大志          |            |
| #6        | 12月09日       | 017           | ちょっといい感じになった人とご飯に行って、ご馳走されるとキョドる。                                 | 狗飼恭子       | 村本大志          |            |
| #6        | 12月09日       | 018           | 結婚している友人が幸せそうに見えない。                                                             | 狗飼恭子       | 村本大志          |            |
| #7        | 12月16日       | 019           | 仕事でヘトヘトな彼を、休日のIKEAに連れて行ったことがある。                                         | （座談会）     | （座談会）        |            |
| #7        | 12月16日       | 020           | バレンタインやクリスマス、彼の誕生日に彼が期待する以上にロマンチックな演出をした。                 | 石田剛太       | 石田剛太          |            |
| #7        | 12月16日       | 021           | そろそろ「初めて経験すること」が、仏門に入ることぐらいになってきた。                               | （座談会）     | （座談会）        |            |
| #8        | 12月23日       | 022           | 車､ゲーム、スポーツなど彼の趣味領域に詳しすぎる。                                                  | 楠野一郎       | 鈴木砂羽          |            |
| #8        | 12月23日       | 023           | 彼の友達を、内心バカにしている。                                                                   | 楠野一郎       | 鈴木砂羽          |            |
| #8        | 12月23日       | 024           | 彼はあなたが思うほど「うっかり」していない。                                                       | 楠野一郎       | 鈴木砂羽          |            |
| #9        | 2015年 1月6日  | 025           | 彼に野菜を食べさせようと奮闘している。                                                             | 楠野一郎       | 大内隆弘          |            |
| #9        | 2015年 1月6日  | 026           | 彼に転職を勧めたことがある。                                                                       | 楠野一郎       | 大内隆弘          |            |
| #9        | 2015年 1月6日  | 027           | 結婚したいと思っていることなど、おくびにも出したことがない。                                       | 楠野一郎       | 大内隆弘          |            |
| #10       | 1月13日        | 028           | 電話一本で、すぐ駆けつける。                                                                       | 福田雄一       | 福田雄一          |            |
| #10       | 1月13日        | 029           | 女子力が高まりすぎている。                                                                         | 福田雄一       | 福田雄一          |            |
| #10       | 1月13日        | 030           | 彼の親に嫌われているらしい。                                                                       | 福田雄一       | 福田雄一          |            |
| #11       | 1月20日        | 031           | あなたが泥酔するたび、彼に「結婚しないの?」と聞き続けている。                                      | 永田優子       | 大内隆弘          |            |
| #11       | 1月20日        | 032           | 彼の言う「仕事が落ち着いたら」「もっと稼げるようになったら」が実現する日が来ると、信じている。     | 永田優子       | 大内隆弘          |            |
| #11       | 1月20日        | 033           | ダメな男ばかり好きになる。                                                                         | 永田優子       | 大内隆弘          |            |
| #12       | 1月27日        | 034           | 『アルマゲドン』を観て泣いている彼を、バカにした。                                                 | （座談会）     | （座談会）        |            |
| #12       | 1月27日        | 035           | ホワイトデーやクリスマス、誕生日に彼がプランしたロマンチックな演出を、受け止めなかった。           | 石田剛太       | 石田剛太          |            |
| #12       | 1月27日        | 036           | 彼の方が稼ぎが少ないことをあなたはなんとも思っていないが、買い物に行くとあなただけ大人買いをする。 | （座談会）     | （座談会）        |            |
| #13       | 2月3日         | 037           | 彼の名字の下につける、画数のよい男女の名前をすでに調べ上げている。                                 | 藤井清美       | 御法川修          |            |
| #13       | 2月3日         | 038           | 彼には手ごわい姉妹がいる。                                                                         | 藤井清美       | 御法川修          |            |
| #13       | 2月3日         | 039           | 友達から「とても結婚願望があるように見えない」と言われる。あなたが。                               | 藤井清美       | 御法川修          |            |
| #14       | 2月10日        | 040           | 彼が連れて行ってくれるレストランで、必ず空調や店員の態度にケチをつける。                           | 福田雄一       | 福田雄一          |            |
| #14       | 2月10日        | 041           | 女友達や家族よりも、彼を優先することが圧倒的に多い。                                               | 福田雄一       | 福田雄一          |            |
| #14       | 2月10日        | 042           | 自分の愚痴は言うが、相手の愚痴は聞き流している。                                                   | 福田雄一       | 福田雄一          |            |
| #15       | 2月17日        | 043           | 彼の家に行くとき、頼まれてもいないものも勝手に買っていって補充する。                               | 渡辺千穂       | 大内隆弘          |            |
| #15       | 2月17日        | 044           | 何歳までに結婚したい、という話をしたことがある。                                                   | 渡辺千穂       | 大内隆弘          |            |
| #15       | 2月17日        | 045           | あなたがすでにプロポーズしている。                                                                 | 渡辺千穂       | 大内隆弘          |            |
| #16       | 2月24日        | 046           | 内心、彼にはなにも任せられないと思っている。                                                       | 渡辺千穂       | 本橋圭太          |            |
| #16       | 2月24日        | 047           | あなたは「この辺で手を打とう」と思っているが、彼はそう思っていない。                               | 渡辺千穂       | 本橋圭太          |            |
| #16       | 2月24日        | 048           | 相続ではない不動産を持っている（つまり買った）。                                                   | 渡辺千穂       | 本橋圭太          |            |
| シーズン2 |                |               | |                |                   |            |
| #1        | 2015年 9月2日  | 049           | 彼の浮気を許し続けた。もしくは、あなたの浮気がバレ続けた。                                         | 松田沙也       | 川村泰祐          |            |
| #1        | 2015年 9月2日  | 050           | そういうテクニックにひっかかる男は、全員バカだと思ってしまう。                                     | 松田沙也       | 川村泰祐          |            |
| #1        | 2015年 9月2日  | 051           | 彼に「保険に入れ」と言ったことがある。                                                             | 松田沙也       | 川村泰祐          |            |
| #2        | 9月9日         | 052           | 彼を、元彼と比べて寸評したことがある。                                                             | マギー         | マギー            |            |
| #2        | 9月9日         | 053           | 彼を、あなたの父親と比べて寸評したことがある。                                                     | マギー         | マギー            |            |
| #2        | 9月9日         | 054           | なにがあっても、もう彼にはなにも言わないで、悟りを開いたように微笑んでいるだけ。                   | マギー         | マギー            |            |
| #3        | 9月16日        | 055           | あなたは法律家だ。                                                                                 | 樋口七海       | 本橋圭太          |            |
| #3        | 9月16日        | 056           | 合コンに行った彼を責めず、無言の圧力をかけて追い詰めた。                                           | 樋口七海       | 本橋圭太          |            |
| #3        | 9月16日        | 057           | まだ本気出してないだけで、本気出せばどうにかなると思っている。                                     | 樋口七海       | 本橋圭太          |            |
| #4        | 9月23日        | 058           | 嫉妬させようと、他の男から口説かれた話をしたことがある。                                           | 池田鉄洋       | 本橋圭太          |            |
| #4        | 9月23日        | 059           | 以前付き合っていた男性のプロポーズを「もっといい人がいるかも」という理由でお断りした。             | 池田鉄洋       | 本橋圭太          |            |
| #4        | 9月23日        | 060           | 正直にいえば、ひとりで生きていける自信がある。                                                     | 池田鉄洋       | 本橋圭太          |            |
| #5        | 9月30日        | 061           | 彼よりも、女友達や家族を優先することが圧倒的に多い。                                               | （座談会）     | （座談会）        |            |
| #5        | 9月30日        | 062           | 仕事が忙しすぎて、彼にかまっていられない。                                                         | （座談会）     | （座談会）        |            |
| #5        | 9月30日        | 063           | あなたの作為と作戦が、すべてバレている。                                                           | 石田剛太       | 石田剛太          |            |
| #6        | 10月7日        | 064           | もともと彼に結婚願望がない。                                                                       | 新井友香       | 本橋圭太          |            |
| #6        | 10月7日        | 065           | にもかかわらず、「私となら考えを変えてくれるかも」などと期待している。                             | 新井友香       | 本橋圭太          |            |
| #6        | 10月7日        | 066           | 彼がテレビを見ている間、絶えず話しかけている。                                                     | 新井友香       | 本橋圭太          |            |
| #7        | 10月14日       | 067           | 飼っている犬や猫、うさぎなどと熱烈なキスをしているところを見られてしまった。                       | （座談会）     | （座談会）        | （座談会） |
| #7        | 10月14日       | 068           | 彼があなたの友達に会ってくれない。                                                                 | （座談会）     | （座談会）        | （座談会） |
| #7        | 10月14日       | 069           | 彼にお金を貸している。                                                                             | （座談会）     | （座談会）        | （座談会） |
| #7        | 10月14日       | 070           | 食やワインにうるさい、という自負がある。                                                           | 石田剛太       | 石田剛太          |            |
| #8        | 10月21日       | 071           | ネットの噂話を、いちいち彼に報告する。                                                             | ふじきみつ彦   | 城田優            |            |
| #8        | 10月21日       | 072           | 彼の男友達が、ことごとく独身だ。                                                                   | ふじきみつ彦   | 城田優            |            |
| #8        | 10月21日       | 073           | 彼の母親は完璧だ。                                                                                 | ふじきみつ彦   | 城田優            |            |
| #9        | 10月28日       | 074           | 『だから言ったじゃない！』と彼を小バカにしたことがある。                                           | 佐藤二朗       | 石井聡一          |            |
| #9        | 10月28日       | 075           | 合コンに行った彼を、言葉や暴力で責め続けた。                                                       | 佐藤二朗       | 石井聡一          |            |
| #9        | 10月28日       | 076           | 彼の友達にまだひとりも紹介されていない。                                                           | 佐藤二朗       | 石井聡一          |            |
| #10       | 11月4日        | 077           | よんどころない事情もなく、実家に住み続けている。                                                   | ジェーン・スー | 村本大志          |            |
| #10       | 11月4日        | 078           | 今の生活レベルを落とせない、という話をしたことがある。                                             | ジェーン・スー | 村本大志          |            |
| #10       | 11月4日        | 079           | 将来に一縷の不安も抱かせない完璧な男と、結婚しようと思っている。                                   | ジェーン・スー | 村本大志          |            |
| #11       | 11月11日       | 080           | 「俺についてこい」というマッチョな男と付き合った試しも、惹かれた試しもない。                       | 狗神恭子       | 鶴岡慧子          |            |
| #11       | 11月11日       | 081           | そういう男に、引かれることはよくある。                                                             | 狗神恭子       | 鶴岡慧子          |            |
| #11       | 11月11日       | 082           | 彼氏が年下すぎる。                                                                                 | 狗神恭子       | 鶴岡慧子          |            |
| #12       | 11月18日       | 083           | 雑誌に書いてある「彼をその気にさせるアプローチ」を鵜呑みにした。                                   | たかひろや     | たかひろや        |            |
| #12       | 11月18日       | 084           | 彼の友人に初めて会ったとき、自分の失敗談やバカ話ばかりした。                                       | たかひろや     | たかひろや        |            |
| #12       | 11月18日       | 085           | そもそも、彼氏がいない。もう3年以上。                                                              | たかひろや     | たかひろや        |            |
| #13       | 11月25日       | 086           | 「大切な彼女」以外の存在として、男女の関係を持っている。                                           | 佐藤二朗       | 佐藤二朗          |            |
| #13       | 11月25日       | 087           | 過剰な子供好きアピールや、過剰な子供嫌い宣言をしている。                                           | 佐藤二朗       | 佐藤二朗          |            |
| #13       | 11月25日       | 088           | 彼が自分のどこを好きなのか、よくわからない。                                                       | 佐藤二朗       | 佐藤二朗          |            |
| #14       | 12月2日        | 089           | 日常会話の延長線上のような口調で、友人の結婚話を何度もしたことがある。                             | 渡辺千穂       | 大内隆弘 片山雄一 |            |
| #14       | 12月2日        | 090           | 男運が悪い。                                                                                       | 渡辺千穂       | 大内隆弘 片山雄一 |            |
| #14       | 12月2日        | 091           | そもそも彼と結婚したいのか、ただ結婚がしたいだけなのかよくわからない。                             | 渡辺千穂       | 大内隆弘 片山雄一 |            |
| #15       | 12月9日        | 092           | 彼のセンスをけなしたことは、一度や二度ではない。                                                   | 新井友香       | 大内隆弘          |            |
| #15       | 12月9日        | 093           | 彼のプロポーズを聞き逃している。                                                                   | 新井友香       | 大内隆弘          |            |
| #15       | 12月9日        | 094           | 相手には、すでに家庭がある。                                                                       | 新井友香       | 大内隆弘          |            |
| #16       | 12月16日       | 095           | 家事全般が苦手なことを、まったく悪いと思っていない。                                               | 狗飼恭子       | 川村泰祐          |            |
| #16       | 12月16日       | 096           | 『このままズルズル付き合うのはよくない』と友人や親に言われたことを彼に伝えた。                     | 狗飼恭子       | 川村泰祐          |            |
| #16       | 12月16日       | 097           | 彼と10年以上付き合っているか、結婚生活となんら変わりない同棲生活を続けている。                     | 狗飼恭子       | 川村泰祐          |            |
| #17       | 12月23日       | 098           | 彼の名字の下に、自分の名前を書いた紙を見つけられてしまった。                                       | 池田鉄洋       | 石井聡一          |            |
| #17       | 12月23日       | 099           | 指輪のブランドから式場まで、理想のウェディングプランを彼に話した。                                 | 池田鉄洋       | 石井聡一          |            |
| #17       | 12月23日       | 100           | 彼に花を持たせようと、力不足を演じたことがある。                                                   | 池田鉄洋       | 石井聡一          |            |
| #18       | 12月23日       | 101           | 病めるときも健やかなるときも、バカ笑いができる女友達に囲まれている。                               | （座談会）     | （座談会）        |            |

### 主題歌

#### シーズン1（ドラマ）
- 竹内まりや「プラスティック・ラヴ」

#### シーズン2（ドラマ）
- オープニングテーマ - 土岐麻子「セ・ラ・ヴィ 〜女は愛に忙しい〜」
- 主題歌 - Charisma.com「アラサードリーミン」[6]

### スタッフ

#### シーズン1（ドラマ）
- 脚本 - 渡辺千穂、永田優子、佐藤二朗、竹内佑、狗飼恭子、楠野一郎、福田雄一、藤井清美
- 音楽 - アゲハスプリングス
- 助監督 - 大内隆弘、片山雄一
- プロデューサー補 - 池田瞳、中田好美
- プロデューサー - 山田雅子、平部隆明、梶野祐司
- 監督 - 本橋圭太、石井聡一、御法川修、村本大志、鈴木砂羽、大内隆弘、福田雄一
- 制作協力 - ホリプロ
- 制作 - アスミック・エース
- 制作・著作 - LaLa TV

#### シーズン2（ドラマ）
- 脚本 - 松田沙也、マギー、樋口七海、池田鉄洋、新井友香、ふじきみつ彦、佐藤二朗、ジェーン・スー、狗神恭子、たかひろや、渡辺千穂
- 監督 - 川村泰祐、マギー、本橋圭太、城田優[5]、石井聡一、村本大志、鶴岡慧子、たかひろや、佐藤二朗、大内隆弘、片山雄一

#### トークバラエティ「未婚女子座談会」
- 構成 - 山名宏和、岡野ぴんこ、島本裕太
- 音楽 - アゲハスプリングス
- プロデューサー補 - 今泉暢子、木村厚大
- AD - 伊藤実枝子、渡辺玲奈
- ディレクター - 中村健二
- 演出 - 大森亮平
- プロデューサー - 山田雅子、荒木慶太、三瓶慶介、久田光彦
- 制作協力 - ジュピター・エンタテインメント、ホリプロ
- 制作 - アスミック・エース
- 制作・著作 - LaLa TV

#### アニメ
- 脚本・監督 - 石田剛太
- 演出 - 山口淳太
- 助監督 - 向井咲絵
- イラスト - 角田貴志
- フラッシュアニメ制作 - 西村直子
- 音楽 - 村角ダイチ
- プロデューサー - 吉田和睦
- プロデュース - 山田雅子
- 企画・制作 - ヨーロッパ企画
- 製作・著作 - LaLa TV

## その他
- この本についての記事が『週刊朝日』2013年11月1日号に掲載された[7]。